# Весілля (фільм, 1944)
«Весі́лля» (рос. «Свадьба») — радянський художній фільм кінорежисера Ісидора Анненського. Фільм, створений за однойменним водевілю Антона Чехова, є уїдливою сатирою на споживацькі настрої представників середнього класу дореволюційної Росії і, зокрема, демонструє різні шикарні прийоми «пускання пилу в потьомкінському селі», аж до залучення відверто безглуздого, але дуже бажаного для пишної показухи, весільного генерала.

## Сюжет
Міщани Жигалови, дочка яких Даша збирається одружуватися, з жахом дізнаються, що чиновник Апломбов, який щодня обідав у них і зарекомендував себе нареченим, одружуватися зовсім не збирається. Насилу вдалося батьку Дашеньки умовити амбітного нареченого зробити пропозицію. Наречений погодився, поставивши умовою обов'язкову присутність на весіллі генерала.
І ось, нарешті, весілля. В урочистий момент прибув головний гість — генерал. Скандал розгорівся у самий пік весілля, коли з'ясувалося, що генерал — зовсім не генерал, а всього лише капітан другого рангу. Весілля не відбулося.
Завдяки режисурі і грі акторів у нескладному сюжеті картини часом починають звучати справжні трагічні нотки.

## Актори
- Олексій Грибов — батько нареченої
- Фаіна Раневська — мати нареченої
- Зоя Федорова — наречена
- Ераст Гарін — наречений
- Микола Коновалов — Ревунов-Караулов, капітан ІІ-го рангу у відставці
- Михайло Яншин — Андрій Андрійович Нюнін, агент страхової спілки
- Сергій Мартінсон — Ять, телеграфіст
- Віра Марецька — Змеюкіна, акушерка
- Осип Абдулов — грек Димба
- Микола Плотніков — шафер
- Сергій Блинников — матрос
- Володимир Владиславський — лікар
- Лев Свердлін — шарманщик
- Олександра Данилова — прачка
- С. Бєлова
- Георгій Бударов
- Антоній Ходурський
- Олександр Костомолоцький
- Віра Кузнєцова
- Софія Лєвітіна
- Ірина Мурзаєва
- Тетяна Пельтцер — дружина лікаря
- Олена Понсова
- Михайло Пуговкін — купець
- А. Шагін
- І. Ванков
- І. Єфимова